# Bébé Clifford
Pour les articles homonymes, voir Clifford.
 (septembre 2012).
Si vous disposez d'ouvrages ou d'articles de référence ou si vous connaissez des sites web de qualité traitant du thème abordé ici, merci de compléter l'article en donnant les références utiles à sa vérifiabilité et en les liant à la section « Notes et références ».
Bébé Clifford ou Clifford tout p'tit au Québec (Clifford's Puppy Days) est une série télévisée d'animation américano-britannique jeunesse en 39 épisodes de 22 minutes, produite par Scholastic et Mike Young Productions et diffusée entre le 20 septembre 2003 et le 23 février 2006 sur PBS Kids.
En France, elle a été diffusée sur Tiji et sur France 5 dans Debout les Zouzous, et au Québec à partir du 13 septembre 2004 à Télé-Québec.
Elle sert de préquel à la série Clifford le gros chien rouge.

## Doublage

### Voix originales
- Lara Miller : Clifford
- Grey Delisle : Emily
- Latonya Holmes : Flo
- Oggie Banks III : Zo
- Kath Soucie : Daffodil
- Cam Clarke : Mr Howard
- Masiela Lusha : Nina
- Jess Harnell : Mr Sidarsky
- Jill Talley : Mrs Sidarsky

### Voix françaises
- Brigitte Guedj : Clifford
- Nathalie Bleynie : Émilie
- Brigitte Aubry : Cléo
- Isabelle Langlois : Delphinette
- Adrien Solis : Ivan

 Source et légende : version française (VF) sur RS Doublage

## Épisodes
1. Douche Froide
2. Sieste et Chaussettes